# Episodi di T@gged (prima stagione)
La prima stagione della serie televisiva T@gged, composta da 11 episodi, è stata pubblicata negli Stati Uniti, da go90, dal 19 luglio al 13 settembre 2016.
In Italia la stagione verrà pubblicata nel febbraio 2020 su TIMvision.
| nº | Titolo originale  | Titolo italiano | Pubblicazione USA | Pubblicazione Italia |
| -- | ----------------- | --------------- | ----------------- | -------------------- |
| 1  | #Shotgun          |                 | 19 luglio 2016    | febbraio 2020        |
| 2  | #Realorfake       |                 | 19 luglio 2016    | febbraio 2020        |
| 3  | #Parentalguidance |                 | 19 luglio 2016    | febbraio 2020        |
| 4  | #Nameofthegame    |                 | 26 luglio 2016    | febbraio 2020        |
| 5  | #Rememberme       |                 | 2 agosto 2016     | febbraio 2020        |
| 6  | #Underpressure    |                 | 9 agosto 2016     | febbraio 2020        |
| 7  | #Twoface          |                 | 16 agosto 2016    | febbraio 2020        |
| 8  | #Sexliesandvideo  |                 | 23 agosto 2016    | febbraio 2020        |
| 9  | #Yourturn         |                 | 30 agosto 2016    | febbraio 2020        |
| 10 | #Crushed          |                 | 6 settembre 2016  | febbraio 2020        |
| 11 | #Monkeyman        |                 | 13 settembre 2016 | febbraio 2020        |